# Slaughter & Apparatus: A Methodical Overture
Slaughter & Apparatus: A Methodical Overture es el quinto álbum de Aborted. David Haley de Psycroptic participa en la batería en este álbum.
La edición japonesa contiene los bonus "Slaughtered" y "Surprise! You're Dead!", los cuales son covers de las bandas Pantera y Faith No More respectivamente.

## Lista de canciones
1. "The Chondrin Enigma" – 4:20
2. "A Methodical Overture" – 3:25
3. "Avenious" – 4:41
4. "The Spaying Séance" – 4:25
5. "And Carnage Basked In Its Ebullience" – 3:10
6. "The Foul Nucleus Of Resurrection" – 4:13
7. "Archetype" – 3:12
8. "Ingenuity In Genocide" – 3:42
9. "Odious Emanation" – 3:37
10. "Prolific Murder Contrivance" – 3:07
11. "Underneath Rorulent Soil" – 4:51
12. "Surprise! You're Dead!" (Faith No More cover) [Bonus track] - 2:16
13. "Slaughtered" (Pantera cover) [Bonus track] - 3:55

## Integrantes
- Sven de Caluwé - Voz
- Sebastian "Seb Purulator" Tuvi - Guitarra
- Matty Dupont - Guitarra
- Peter Goemaere - Bajo
- David Haley - Baterista de Sesión

## Invitados
- Jeff Walker (Carcass) - segunda voz en "Odious Emanation" y "A Methodical Overture"
- Jacob Bredahl (Hatesphere) - segunda voz en "Avenious"
- Henrik Jacobsen (Hatesphere) - solo de guitarra en "Underneath Rorulent Soil":